# Hexazaleptus junbesi
Hexazaleptus junbesi is een hooiwagen uit de familie Sclerosomatidae.